# Керченский стрелочный завод
ООО «Керченский стрелочный завод» (КСЗ) — предприятие — производитель стрелочных переводов в Крыму.

## О предприятии
В настоящий момент на предприятии три основных цеха по выпуску продукции — цех стрелочных переводов, литейный и механо-кузнечный цеха.
Завод специализируется на выпуске чугунного и стального литья.
Основная продукция завода — стрелочные переводы для промышленных предприятий и горно-обогатительных комбинатов, магистральных и подземных путей, путей городского транспорта (трамвайные стрелочные переводы), запасные части и узлы к ним.
Производственные мощности предприятия позволяют производить в год до 3500 комплектов стрелочных переводов и запасных частей. Также на предприятии выпускается до 8000 тонн товарной продукции чугунного и стального литья: детали сменного оборудования металлургических предприятий (изложницы, мульды, мультициклоны, шлаковни, центровые надставки); колеса крановые; зубья ковшей экскаватора ЭКГ5, ЭКГ8; футеровочное литье мельниц; канализационные люки и ливневые решетки по евростандарту — 100 типоразмеров; художественное литьё (осветительные фонари, решётки, заборы).
У завода имелась своя база отдыха «Прибой». В 2011 году база прекратила работать. На данный момент (июль 2024 года) она заброшена и частично разрушена.

## Местоположение
Завод расположен в северо-западной части города Керчь, на территории прекратвшего своё существование Керченского металлургического комбината по улице Веры Белик дом 12.

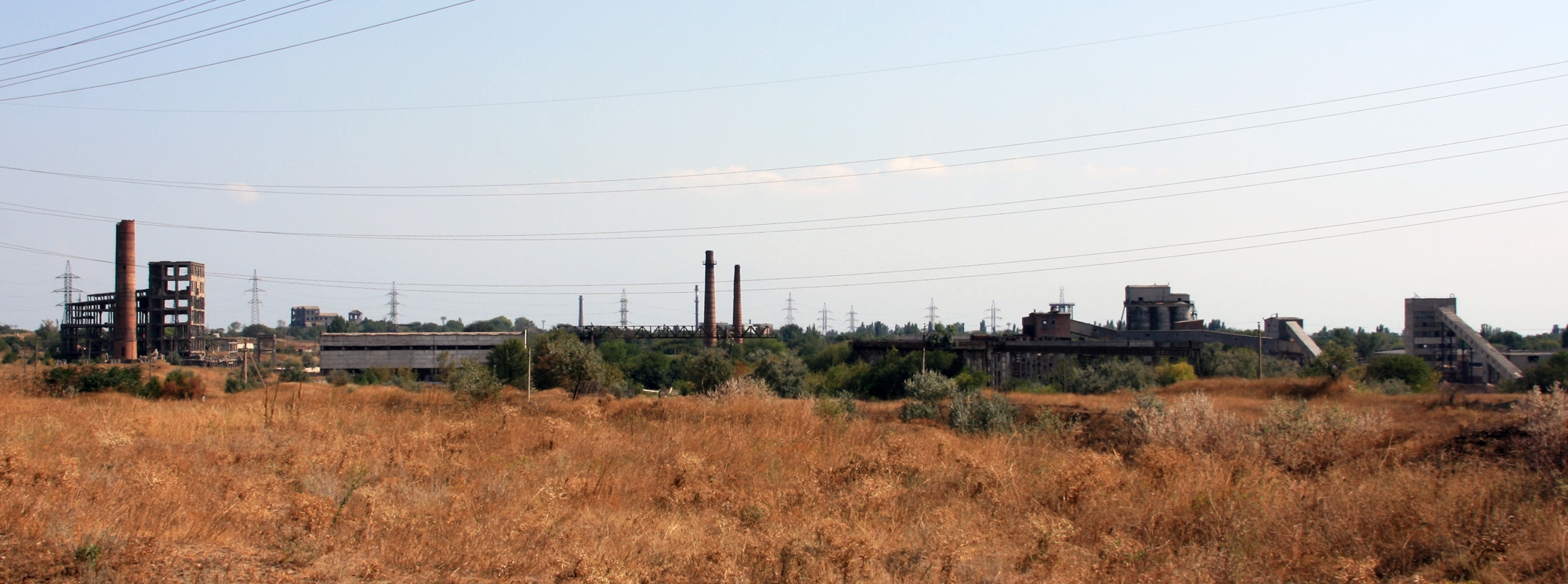
Вид на завод имени Войкова со стороны Царского кургана

## История
В мае 1954 года на КМЗ был запущен фасонно-литейный цех. Осенью 1956 года в строй был введён механокузнечный цех. Производство стрелочных переводов на предприятии появилось в 1981 году.
ООО «Керченский стрелочный завод» образован 1 июля 2002 года в ходе реструктуризации ОАО «КМК имени Войкова».
ООО «Керченский стрелочный завод» с 2005 года входит в число присоединённых предприятий международной Организации сотрудничества железных дорог (ОСЖД).
В 2010 году ООО «Керченский стрелочный завод» признан лидером отрасли согласно Национальному бизнес-рейтингу.
В настоящее время является Керченским филиалом ООО Краснодарская стрелочная компания 